# Ravenscraig Castle (Aberdeenshire)
Ravenscraig Castle, auch Craig of Inverugie, ist die Ruine einer Niederungsburg nordwestlich von Peterhead in der schottischen Council Area Aberdeenshire. Die Reste des Tower House aus dem 15. Jahrhundert mit L-förmigem Grundriss gelten als Scheduled Monument.
Die Burg war der Herrensitz des Baronats Torthorston, das sich ursprünglich in den Händen der Familie Cheynes befand und Mitte des 14. Jahrhunderts an die Keiths überging. Eine Lizenz zum Bau einer neuen Burg erteilte der König im Mai 1491; das Tower House entstand an den Ufern des Flusses Ugie und war zu Verteidigungszwecken von einem Burggraben umgeben.
König Jakob VI. besuchte die Burg 1589.